# Ridolini pugilista
Ridolini pugilista (Horseshoes) è un cortometraggio muto del 1923 diretto da James D. Davis e Larry Semon. Ha come interpreti lo stesso Semon affiancato da Oliver Hardy che, all'epoca, usava ancora il nome di Babe Hardy.

## Trama
Nel quartiere dove vive Ridolini, il noto pugile Dynamite Duffy sfida chiunque a batterlo in un incontro di boxe nella sua palestra. Purtroppo tutti perdono o vengono schiacciati dalla possente mole di Dynamite, mentre appena fuori dall'edificio Ridolini sta sbeffeggiando la sua figura tirando delle uova marce ad un manifesto di Duffy, incitato dalla bella figlia del droghiere. Senza accorgersene Ridolini getta dei cavolfiori in faccia a Dynamite, scambiandolo per il manifesto di cartone e viene agguantato dalla montagna umana che lo trascina in palestra per un incontro. Contro le aspettative dei presenti, Ridolini mette K.O. Duffy, ma poi è costretto ad affrontarlo nuovamente, ma questa volta ingannandolo con dei giochi di prestigio usando il cappello. Ma il burbero Dynamite non si fa ingannare e riprende ad inseguire il buffo clown finché non rovina in una botola sul marciapiede. Ridolini è molto fortunato perché ha come amico un poliziotto che lo ha aiutato durante la sua prigionia ed ora il clown lo usa per dare un po' di filo da torcere a Dynamite che nel frattempo ha organizzato una partita a biliardo nel suo locale scommettendo l'intero negozio del padre della fidanzata di Ridolini. Dato che anche in questa occasione il piccolo personaggio riesce a vincere, sbalordendo Duffy e i suoi scagnozzi, il pugile infuriato crede che egli stia imbrogliando, specialmente quando Ridolini si esibisce nei suoi trucchetti di prestigio e con il corpo; così lo insegue a bordo di una moto. Ridolini invece parte a bordi di un'auto da corsa assieme alla fidanzata e la galoppata terminerà con un terribile incidente, da dove Ridolini uscirà illeso e Duffy dolorante e sconfitto.

## Produzione
Il film venne prodotto da Larry Semon per la Vitagraph Company of America.

## Distribuzione
Distribuito dalla Vitagraph Company of America, il film - un cortometraggio in due bobine presentato da Albert E. Smith  - uscì nelle sale cinematografiche statunitensi il 10 dicembre 1923. In Germania, fu distribuito il 6 agosto 1928 con il titolo Larry Semon als Schwergewicht.
Negli anni trenta i diritti di copyright della comica furono acquistati per renderla sonora. I doppiatori delle comiche sonorizzate dalla Miniatura Film non sono conosciuti e l'unico doppiatore identificabile è Cesare Polacco nel ruolo di Oliver Hardy. A differenza di quanto detto da alcune fonti, l'attore Tino Scotti doppia Larry Semon solo nel film antologico Ridolini e la collana della suocera.
Copie della pellicola sono conservate negli archivi dell'UCLA Film and Television Archive e in collezioni private.